# Cerro Navia
Cerro Navia is een gemeente in de Chileense provincie Santiago in de regio Región Metropolitana. Cerro Navia telde 132.622 inwoners in 2017.